# 하팔리디움과
하팔리디움과(Hapalidiaceae)는 진정홍조강에 속하는 홍조류과의 하나이다. 하팔리디움목에 속하는 2개 과의 하나로 15개 속에 56종을 포함하고 있다.

## 하위 속
| - 아우스트롤리톤아과 (Austrolithoideae) - Austrolithon - Boreolithon - Epulo - 코레오네마아과 (Choreonematoideae) - Choreonema | - 멜로베시아아과 (Melobesioideae) - Crustaphytum - Epilithon - Exilicrusta - Mastophoropsis - Melobesia - Neopolyporolithon - Sphaeranthera - Synarthrophyton | - 기타 - Aethesolithon - Callilithophytum - Nullipora |